# Тсаввассен
Тсаввассен (англ. Tsawwassen) — індіанська резервація в Канаді, у провінції Британська Колумбія, у межах регіонального округу Метро-Ванкувер.

## Населення
За даними перепису 2016 року, індіанська резервація нараховувала 816 осіб, показавши зростання на 13,3%, порівняно з 2011-м роком. Середня густина населення становила 124,1 осіб/км².
З офіційних мов обидвома одночасно володіли 50 жителів, тільки англійською — 760, а 5 — жодною з них. Усього 115 осіб вважали рідною мовою не одну з офіційних, з них 10 — одну з корінних мов.
Працездатне населення становило 48,9% усього населення, рівень безробіття — 7,7%.
Середній дохід на особу становив $64 670 (медіана $38 336), при цьому для чоловіків — $93 613, а для жінок $38 751 (медіани — $43 776 та $32 747 відповідно).
32,6% мешканців мали закінчену шкільну освіту, не мали закінченої шкільної освіти — 12,1%, 55,3% мали післяшкільну освіту, з яких 39,7% мали диплом бакалавра, або вищий.
| Статево-вікова структура населення | Статево-вікова структура населення | Статево-вікова структура населення | Статево-вікова структура населення | Статево-вікова структура населення |
| ---------------------------------- | ---------------------------------- | ---------------------------------- | ---------------------------------- | ---------------------------------- |
|                                    |                                    |                                    |                                    |                                    |
| Всього                             | Всього                             | 50,9%49,1%                         |                                    |                                    |
| 0 — 14 років                       | 0 — 14 років                       |                                    | 9,8%                               | 9,8%                               |
| 15 — 64 років                      | 15 — 64 років                      |                                    | 63,2%                              | 63,2%                              |
| 65 і більше                        | 65 і більше                        |                                    | 27%                                | 27%                                |
| 85 і більше                        | 85 і більше                        |                                    | 1,8%                               | 1,8%                               |
| Середній вік (років)               | Середній вік (років)               | 48,448,8                           | 48,6                               | 48,6                               |
| Медіана (років)                    | Медіана (років)                    | 54,254,6                           | 54,3                               | 54,3                               |
| — чоловіки — жінки                 |                                    |                                    |                                    |                                    |

| Походження мешканців:     | Походження мешканців:     | Походження мешканців: | Походження мешканців: | Походження мешканців: |
| ------------------------- | ------------------------- | --------------------- | --------------------- | --------------------- |
| Походження                |                           |                       | осіб                  | %                     |
| Корінні американці        | Корінні американці        |                       | 230                   | 30.67%                |
| Інше північноамериканське | Інше північноамериканське |                       | 100                   | 13.33%                |
| Європейське               | Європейське               |                       | 485                   | 64.67%                |
| британське                | британське                |                       | 345                   | 46%                   |
| французьке                | французьке                |                       | 40                    | 5.33%                 |
| українське                | українське                |                       | 30                    | 4%                    |
| Латинськоамериканське     | Латинськоамериканське     |                       | 10                    | 1.33%                 |
| Африканське               | Африканське               |                       | 10                    | 1.33%                 |
| Азійське                  | Азійське                  |                       | 60                    | 8%                    |
| Океанійське               | Океанійське               |                       | 15                    | 2%                    |

## Клімат
Середня річна температура становить 10,2°C, середня максимальна – 20,3°C, а середня мінімальна – -0,6°C. Середня річна кількість опадів – 1 062 мм.
| Клімат поселення                              | Клімат поселення | Клімат поселення | Клімат поселення | Клімат поселення | Клімат поселення | Клімат поселення | Клімат поселення | Клімат поселення | Клімат поселення | Клімат поселення | Клімат поселення | Клімат поселення | Клімат поселення |
| Показник                                      | Січ.             | Лют.             | Бер.             | Квіт.            | Трав.            | Черв.            | Лип.             | Серп.            | Вер.             | Жовт.            | Лист.            | Груд.            |                  |
| Середній максимум, °C                         | 8,18             | 9,52             | 11,13            | 13,54            | 16,72            | 19,41            | 20,03            | 20,27            | 17,52            | 13,30            | 9,36             | 6,84             |                  |
| Середня температура, °C                       | 3,80             | 5,13             | 6,72             | 9,14             | 12,32            | 15,01            | 17,07            | 17,30            | 14,58            | 10,33            | 6,38             | 3,90             |                  |
| Середній мінімум, °C                          | −0,61            | 0,76             | 2,36             | 4,80             | 7,93             | 10,63            | 14,09            | 14,36            | 11,61            | 7,36             | 3,44             | 0,96             |                  |
| Норма опадів, мм                              | 149              | 106              | 94               | 73               | 59               | 51               | 34               | 37               | 44               | 102              | 167              | 146              |                  |
| Середньомісячна швидкість вітру, м/с          | 3.40             | 3.29             | 3.40             | 3.20             | 3.10             | 3.10             | 3.00             | 2.70             | 2.49             | 2.74             | 3.40             | 3.52             |                  |
| Середньомісячна сонячна радіація, кДж/м²·день | 3116             | 6052             | 10026            | 15181            | 18973            | 20352            | 21462            | 18369            | 13162            | 7074             | 3619             | 2457             |                  |
| --------------------------------------------- | ---------------- | ---------------- | ---------------- | ---------------- | ---------------- | ---------------- | ---------------- | ---------------- | ---------------- | ---------------- | ---------------- | ---------------- | ---------------- |
| Джерело:                                      |                  |                  |                  |                  |                  |                  |                  |                  |                  |                  |                  |                  |                  |